# Liste de jeux PC-98
La liste de jeux PC-98 répertorie les jeux vidéo sorti sur PC-98, classés par ordre alphabétique.
- Haut – A
- B
- C
- D
- E
- F
- G
- H
- I
- J
- K
- L
- M
- N
- O
- P
- Q
- R
- S
- T
- U
- V
- W
- X
- Y
- Z

## 0-10
- 101 Kaime no Approach Shot
- 2 Shot Diary
- 2 Shot Diary 2
- 2069 AD
- 3 Tsu no Negai
- 3×3 Eyes: Sanjiyan Henjyo
- 31 Iwayuru Hitotsu no Chou Lovely na Bouken Katsugeki
- 38-man Kilo no Kokuu
- 48 Night Story
- 4D Sports Driving
- 4D Sports Tennis
- 5 Jikanme no Venus
- 688 Attack Sub
- 7 Colors

## A
- A Ressha de Ikō III
- A-Train IV
- Aa! Megami-sama!
- Abunai Bunkasai Zen'ya
- Abunai Josei Shinrigaku Nyuumon
- Abunai Tengu Densetsu - Yomigaetta Tengu ga Yozora o Mau
- ACE OF SPADES
- Acro Jet
- Adrenalin Connection
- Advanced Dungeons & Dragons: Heroes of the Lance
- Advent
- Aerobiz
- Ah! an
- Ai Shimai ~Futari no Kajitsu~
- Aido-tachi no Yakata
- Aido-tachi no Yakata 2
- AIDS Watashi o Aishite... Jin'ai Seijin
- Aigan Shoujo - Dorei Kyoushitsu
- Aigan Shoujo - Ingyaku Kyoushitsu
- Aigan Shoujo - Kankin Kyoushitsu
- Aigan Shoujo - Ryoujoku Kyoushitsu
- Air Warrior
- Akai Suishou no Hitomi
- Akairoi no
- Akiko
- Akiko GOLD
- Akumu ~Aoi Kajitsu no Sanka~
- ALFAIM
- Alice no Yakata
- Alice no Yakata 2
- Alice no Yakata 3
- Alice-tachi no Gogo Vol. 1
- Alice-tachi no Gogo Vol. 2
- Alone in the Dark
- Alone in the Dark 2
- Alone in the Dark 3
- Alpha
- AmbivalenZ -Niritsu Haihan-
- Ami - Kaze Tachinu
- Angel
- Angel Commander 2 Gaiden
- Angel Halo
- Angel Hearts
- Angel☆Night ~Yamiyo o Kakeru Tenshi-tachi no Monogatari~
- Angelus ~Akuma no Fukuin~
- Animahjong V3
- Animahjong X
- Anna Midaller's
- Anna Midaller's 2
- Anniversary ~Natsuyasumi no Omoide~
- Aoiroi no☆
- Arabesque! ~Shoujo-tachi no Orinasu Ai no Monogatari~
- Arbeit ~Futari no Omoi~
- Archon: The Light and the Dark
- Arcshu ~Kagerou no Jidai o Koete~
- Arcus II: Silent Symphony
- Arkanoid
- Armist
- Artemis
- Ash.
- Asoko no Koufuku
- Asteka
- Asuka ~Ayako-chan to Hokenshitsu~
- Asuka 2 ~Chisato-chan no Yuuwaku~
- Asuka 3 Kouhen ~Futari no Omoi wa...~
- Atlantia
- AXIS
- Ayumi-chan Monogatari
- Ayumi-chan Monogatari Jisshaban
- Azusa 108 Jimusho

## B
- Bacta
- Bacta 2 The Resurrection of Bacta
- Balance of Power
- Bandit Kings of Ancient China
- Battle Chess
- Battle Skin Panic
- Be-Yond ~Kurodaishou ni Mirareteru~
- Beast ~Injuu no Yakata~
- Beast 2
- Beast 3
- Bell's Avenue
- Bell's Avenue 2
- Bell's Avenue 3
- Belloncho Shintai Kensa ~Joshikoukou Hen~
- Bind ~Kinbaku Jinmon Densetsu~
- Birdy World
- Birth Day
- Bishoujo Audition - Idol o Sagase!
- Bishoujo Hunter ZX
- Bishoujo Noriko
- Bishoujo Shashinkan - Bangai Hen - Outside Story
- Bishoujo Shashinkan Part 3 - Photo Club - Kyoufu no Yakata Hen
- Bishoujo Tengok
- Bishoujo Tsuushin - Chat no Susume
- Bishoujo wa Check ga Osuki
- Blandia
- Blind Games
- Blue Garnet
- Blue Ruins ~Harukanaru Bibanon no Hihou~
- Bokosuka Wars
- Bomber Quest
- Bomberman: Panic Bomber
- Bounty Hunter Ludy
- Brandish
- Branmarker
- Branmarker 2
- Briganty ~The Roots of Darkness~
- Bunkasai
- Bunny Hunter Zero
- Bunretsu Shugoshin Twinkle☆Star
- Burning Point
- Byakuya Monogatari ~Winchester-ke no Matsuei~

## C
- CAL
- Cal Gaiden: Tiny Steps
- CAL II
- CAL III: Kanketsuhen
- Camisole
- Can Can Bunny
- Can Can Bunny Extra
- Can Can Bunny Limited 5 1/2
- Can Can Bunny Premiere
- Can Can Bunny Spirits
- Can Can Bunny Superior
- Canaan ~Yakusoku no Chi~
- Casablanca ni Ai o Satsujinsha wa Jikuu o Koete
- Castle of Dr. Brain
- Castles
- Castles II: Siege and Conquest
- Cat's Part-1
- Ce'st la vie
- Centurion: Defender of Rome
- Chaos Strikes Back
- Charade
- Charm
- Charm 2 ~Niji-iro no Kaze~
- Cherry Bomb: Chou-ojou-sama Sayaka-chan Nanpa Daisakusen
- Cherry Jam ~Kanojo ga Hadaka ni Kigaetara~
- Cherry Moderate
- Chiemi
- Chikashitsu no Ikenie
- Chikuden'ya Toubee Hiroku Chigyaku no Yakata
- Chikyuu Bouei Shoujo Iko-chan ~UFO Daisakusen~
- Choplifter
- Chotto Meitantei ~Misa-chan Monogatari Series~
- Choujikuu Yousai Macross: Love Stories
- Choujikuu Yousai Macross: Remember Me
- Choujikuu Yousai Macross: Skull Leader
- Christine
- Chrome Paradise
- Chuushaki
- Circle Mate
- City Knights
- Civilization
- Clone Doll Kagai Jugyou
- Cobra Mission: Panic in Cobra City
- Coin
- Collector D
- Collector D Bangaihen - Gokuraku Dainishi Chiku Sales Daisakusen
- Colonial Conquest
- Columns
- Coming Heart
- Concert
- Corpse Party
- Corridor
- Cosmic Psycho
- Cosmo Angel
- Cosmos Club
- Cranston Manor
- Cream Lemon - Star Trap
- Crescent
- Crescent Moon Girl
- Cross Changer
- Cruise Chaser Blassty
- Cry Sweeper
- Crystal Chaser: Tenkuu no Mashoukyuu
- Crystal Dream
- Crystal Dream II ~Maou no Gen'ei~
- Crystal Renar - Ouma No Meikyuu
- Curse
- Curse of the Azure Bonds
- Custom Mate
- Custom Mate 2
- Custom Mate 3
- Cutie Cop ~Nusumareta File no Nazo~
- Cyber Illusion
- Cybernetic Hi-School
- Cybernetic Hi-School Part 2 ~Highway Buster!!~
- Cybernetic Hi-School Part 3 ~Top o Nerae!~
- Cybernetic Hi-School Part 4 ~Ape Hunter J~
- Cybernoid Alpha

## D
- D.P.S
- D.P.S. SG
- D.P.S. SG Set 2
- D.P.S. SG Set 3
- D.P.S. Zenbu
- D'ark
- D'ark Gaiden
- DALK
- DALK Hint Disk
- Dangel
- Dangel - Special Disk
- Dangerous Toys
- Daraku no Kuni no Angie ~Kyoukai no Mesu Dorei-tachi~
- Dare mo Shiranai... Ushinawareta Kioku no Tobira
- Dareka... Special
- Darwin's Dilemma
- Datenshi Kyouko Part 1
- DE-JA
- DE-JA 2
- De.FaNa
- DEAD OF THE BRAIN ~Shiryou no Sakebi~
- DEAD OF THE BRAIN2
- Death Knights of Krynn
- Deep
- Delicious Lunch Pack
- Demon City
- Demons Ring
- Dengeki Division
- Dengeki Nurse
- Dengeki Nurse 2 ~More Sexy~
- Dennou Sentai: Lavian Three
- Dennou Suikoden
- Dennou Tenshi: Digital Ange
- Denwa no Bell ga...
- Derby Stallion
- Derringer
- DESIRE - Haitoku no Rasen
- Dessert
- DIES IRAE
- Diver's
- DNA
- Doki Doki Pretty League Dai 1 Wa - Pink Angels Kiki Ippatsu no Maki
- Doki Doki Pretty League Dai 2 Wa - Mou Hitotsu no Rival
- Doki Doki Pretty League Dai 3 Wa - Minami no Umi no Kai no Maki
- Doki Doki Pretty League Dai 4 Wa - Nanase no Himitsu no Maki
- Doki Doki Pretty League Dai 5 Wa - Saraba Pink Angels-tachi
- Doki Doki Pretty League Final
- Doki Doki Shutter Chance!!
- Doki Doki Vacation ~Kirameku Kisetsu no Naka de~
- Dokkin Minako-sensei
- Dome
- Doom
- Doom II: Hell on Earth
- DOOP
- Doppyun Donpisha
- DOR
- DOR Part 2
- DOR Part 3
- DOR Special Edition '93
- DOR Special Edition Sakigake
- Dora Dora Emotion ~Seihaiden~
- Dorei Shimai IV
- Doukeshi Satsujin Jiken
- Doumu 3 Slave Maker
- Dr.STOP!
- DR2 Night Janki
- Dracula Hakushaku
- Dragon Buster
- Dragon City
- Dragon Eyes
- Dragon Half
- Dragon Knight
- Dragon Knight 4
- Dragon Knight II
- DRAGON MASTER Silk
- DRAGON MASTER Silk II
- Dragon Pink
- Dragon Quest
- Dragon Slayer
- Dragon Slayer: The Legend of Heroes
- Dragon Slayer: The Legend of Heroes II
- Dragon Wars
- Dragons of Flame
- DRAGOON ARMOR FOR ADULT
- Drakkhen
- Dual Soul
- Dual Targets - The 4th Unit Act.3
- Dungeon Hack
- Dungeon Master
- Dungeon Master II: The Legend of Skullkeep
- Déjà Vu
- Dōkyūsei
- Dōkyūsei 2

## E
- Eden no Kaori
- Eimmy to Yobanaide
- Eiyuu Densetsu Saga
- Ekudorado ~Kagami no Naka no Oukoku~
- El Dorado Denki
- Elemental Ou
- Emerald Dragon
- Emit
- Enchanter
- Endan Genpei Souranki ~Irohanihoheto~
- Endan Rekishi Emaki ~Nukata no Ookimi~
- Endan Tokugawa Kouryuuki ~Gorakuin~
- Engage Errands II ~Kouki o Ninau Mono~
- Entführer - Yousei Yuukai Jiken
- Epic
- Erion Quest
- Es no Houteishiki
- Escalation'95 Onee-sama tte Yonde Ii Desu ka?
- Escape!
- Etsuraku no Gakuen
- Eve: Burst Error
- Evil Stone
- Exciting Milk Dai 1 Wa
- Exciting Milk Dai 2 Wa
- Expedition Amazon
- Exterlien
- Eye of the Beholder
- Eye of the Beholder II: The Legend of Darkmoon
- Eye of the Beholder III: Assault on Myth Drannor
- Él

## F
- F-117A Nighthawk Stealth Fighter 2.0
- F-15 Strike Eagle II
- F-19 Stealth Fighter
- F29 Retaliator
- Fairy Tale
- Farce Yuuwaku Hakusho
- Fechi
- Fermion ~Mirai kara no Houmonsha~
- Figure ~Ubawareta Houkago~
- File: Kokubou Soushou Jouhoukyoku Jouhou Rouei Taisaku-bu Josei Jinmon'in
- File:0 Ghost Killer Kamimura Rei
- Flashback
- Flight Simulator
- Floppy Bunko 14 - Sadistic Gamers Syndrome - Episode 1
- Floppy Bunko 24 - Sadistic Gamers Syndrome - Episode 2
- Floppy Bunko 25 - Sadistic Gamers Syndrome - Episode 3
- Foresight Dolly
- Four Flush
- FOXY
- FOXY 2
- Fray in Magical Adventure
- Front Line
- Frontier
- Fukushuu
- Fundation Shinjuku Story
- Fushigi no Umi no Nadia
- Fuzoroi no Lemon

## G
- G.R.
- Gakuen Bakuretsu Tenkousei!
- Gakuen Bomber
- Gakuen King -Hidehiko Gakkou o Tsukuru-
- Gakuen Monogatari
- Gakuen Monogatari '93 ~The Instinct~
- Gakuen Monogatari ~Ikenai Houkago~
- Gakuen Senki ~Kyoufu no Puppet Keikaku~
- Gakuen Sodom ~Kyoushitsu no Mesu Dorei-tachi~
- Gakuen Taimaden Reiko
- Gakuen Toshi Z
- Galaga
- Gall Force - Eternal Story
- Galppo Club
- Gao Gao! 1st ~Radical Sequence~
- Gao Gao! 2nd ~Pandora no Mori~
- Gao Gao! 3rd ~Wild Force~
- Gaudi ~Barcelona no Kaze~
- Gedou Kyoushi ~Ryoujoku Shuukan~
- Gegera no Joshikou Indoka Keikaku! Part. 1
- Gemfire
- Genei Toshi: Illusion City
- Genghis Khan
- Genghis Khan II: Clan of the Gray Wolf
- Genji
- Get!
- Gidyy
- Giga Motion
- Ginga Tetsudou no Tabi
- Ginga Yuukyou Densetsu RC Tobacker
- Ginsei Senshin Guynarock
- Ginsei Senshin Guynarock 2
- Girigiri Paradise
- Girigiri Telephone Call
- Girl
- Girl 2
- Girls Paradise Rakuen no Tenshi-tachi
- Glass no Destiny
- GLO-RI-A ~Kindan no Ketsuzoku~
- Gods
- Gogatsu Club
- Goice
- Gokko Vol. 01 Doctor
- Gokko Vol. 02 School Gal's
- Gokko Vol. 03 Etcetera
- Gokuraku Mandala
- Golques
- Gomenne Angel ~Yokohama Monogatari~
- Gram Cats
- Gram Cats 2
- Green Oasis
- Grounseed
- Guardian Recall ~Shugo Juu Shoukan~
- Guernica
- Guin Saga ~Hyoutou no Kamen~
- GUN BLAZE
- Gunship
- Guynarock R

## H
- H+
- Hacchake Ayayo-san 2 - Ikenai Holiday - Ayayo's Love Affair
- Hacchake Ayayo-san 3 - Watashi, Icchattan Desu - Ayayo's Life After
- Hacchake Ayayo-san 4 - Sexy Olympics - Ayayo's Live Affection
- Hacchake Ayayo-san 5 - Pikapika no Shouwakusei - Ayayo's Dive Aframe
- Halfmoon ni Kawaru made ~Ramiya Ryou no Niji-iro Tamatebako~
- Hana no Kioku
- Hana no Kioku Dai 2 Shou
- Hana Yori Dango
- Hana Yori Dango 2
- Hanafuda de PON!
- Harajuku After Dark
- Hare Nochi Munasawagi
- Hare Nochi Oosawagi!
- Harenchi Gakuen
- Harlem Blade ~The Greatest of All Time.~
- Harry Fox
- Harry Fox ~Yuki no Maou Hen~
- Hashiri Onna II
- Hatsukoi Monogatari
- Henshin Ring
- Hero Syndrome
- Herzog
- HHG Heart Heat Girls
- High School Days
- Hiiragizaka no Kyuukan
- Hiiro no Shimai
- Himitsu Chouhou Buin - 00Nanako-chan
- Himitsu Chouhou Buin - 00Nanako-chan 2
- Himitsu Chouhou Buin - 00Nanako-chan 3
- Himitsu no Hanazono
- Himitsu Shirei 1919
- Hinadori no Saezuri
- Hinkon Souseiki He is poor
- Hiōden: Mamono-tachi tono Chikai
- Hizumi
- Hokkaido Rensa Satsujin: Ohotsk ni Kiyu
- Hokuto no Ken: Violence Gekiga Adventure
- Holidays In The Sun
- Hoshi no Suna Monogatari
- Hoshi no Suna Monogatari 2
- Hoshi no Suna Monogatari 3
- Hot Milk
- Hotaru
- Houkago wa Betsu no Kao
- Houma Hunter Lime Dai 01 Wa
- Houma Hunter Lime Dai 02 Wa
- Houma Hunter Lime Dai 03 Wa
- Houma Hunter Lime Dai 04 Wa
- Houma Hunter Lime Dai 05 Wa
- Houma Hunter Lime Dai 06 Wa
- Houma Hunter Lime Dai 07 Wa
- Houma Hunter Lime Dai 08 Wa
- Houma Hunter Lime Dai 09 Wa
- Houma Hunter Lime Dai 10 Wa
- Houma Hunter Lime Dai 11 Wa
- Houma Hunter Lime Dai 12 Wa
- Hydlide
- Hydlide 3: The Space Memories
- Hyoui Tengoku
- Hyouryuu

## I
- Idaten Ikase Otoko ~Mugiko ni Aitai~
- Idaten Ikase Otoko 2 ~Jinsei no Imi~
- Idaten Ikase Otoko 3 ~Sengo Hen~
- Idol Project
- Idol Project 2
- If
- If 2
- If 3
- Ikase Otoko Nyuumon ~Ai o Arigatou~
- Ikazuchi no Senshi Raidy
- Ikazuchi no Senshi Raidy 2
- Ikenie ~Kyouraku no Shinden~
- Ikuiku Pakkun
- Illumina!
- Imadoki Junjou Monogatari
- Image
- Image 2
- Image Room Banana Club
- Imitation wa Aisenai
- Immoral Study
- Inindo: Way of the Ninja
- Injuu Gakuen ~La★Blue Girl~
- Injuu Genmu
- Injuu Genmu 2 ~Brain Burst
- Injuu no Datenshi ~Requiem for Fallen Angels~
- Inma Seifuku Gari
- Intruder -Sakura Yashiki no Tansaku-
- Iris-tei Serenade
- Irium
- Isaku
- Ishido: The Way of Stones
- Itsuka Dokoka de.

## J
- J no Higeki Las Vegas Renzoku Satsujin Jiken
- J.B. Harold Murder Club
- J.R.R. Tolkien's The Lord of the Rings, Vol. I
- J.R.R. Tolkien's The Lord of the Rings, Vol. II: The Two Towers
- Jack ~Haitoku no Megami~
- Jan Jaka Jan
- Janborg Suzume
- Jankirou
- jealousy
- Jesus: Kyōfu no Bio Monster
- Jesus II
- Jet
- Jewel BEM Hunter Lime
- Jikuu Sousakan Pretty Angel Misty Flash
- Jinmon Yuugi
- Jinn ~Eien no Yuushi~
- Joker
- Joker II
- Jonason ~Kugutsu no Mai~
- Jorou Gumo ~Jubaku no Mesu Dorei-tachi~
- Josei Shain o Ikasu Hou
- Joshikou Seifuku Monogatari
- Joshikousei Idol Osanazuma Funsenki
- JYB ~Mehame Haruuga wa Himitsu no Jumon~

## K
- Kaerimichi wa Kiken ga Ippai
- Kaettekita Tanteidan X
- Kagayake! Kirakira Senshi Risky Jewel
- Kaiketsu Nikki
- Kairaku no Okite ~Aoi Taiken~
- Kakyuusei
- Kami no Machi
- Kanako
- Kankin
- Kannou Kyoushuu
- Kara no Naka no Kotori
- Karei Naru Jinsei 2
- Karei Naru Jinsei Mina-san no Okage Desu
- Kassatsu Shigeki
- Kasumi 2 Jukai no Yousei
- Kasumi Jukai no Madoushi
- Kawarazaki-ke no Ichizoku
- Keiko-chan no Himitsu
- Kekkou Kamen ~Oshioki Paradise no Maki~
- Kekkou Kamen 2 ~Oshioki Densetsu no Maki~
- Kerakera-sei
- Kibun wa Pastel Touch
- KIDS SAP Tokushu Koudou Keisatsu 2nd File
- Kiiroi no
- Kikai Jikake no Marian
- Kikou Soushin Val-Kaizer
- Kimagure Orange Road ~Natsu no Mirage~
- Kimi Dake ni Ai o...
- Kinbaku no Yakata
- Kindan no Ketsuzoku
- King's Quest V
- King's Quest V: Absence Makes the Heart Go Yonder!
- Kinki Taboo
- Kirishima Shinryoushitsu no Gogo
- Kishi Densetsu
- Kiss
- Kizuato
- Klax
- Knights of Xentar
- Kohaku-iro no Yuigon
- Koihime
- Koko wa Rakuensou
- Koko wa Rakuensou 2
- Kokuren Uchuugun Shikan Gakkou Saotome Gakuen Nyuugaku Annai
- Kokuritsu Kidou Sentai RIPS V
- Koroshi no Dress
- Koroshi no Dress 2
- Koroshi no Dress 3
- Kotetsu no Daibouken
- Kotohigaoka Monogatari
- Koube Ren'ai Monogatari
- Koukan Nikki
- Koukan Nikki Dai 2 Shou ~Seiya o Anata to~
- Koukou Kyoushi Sei Erika Jogakuin Hen
- Kounai Shasei vol.1 Yonimo H na Monogatari
- Kounai Shasei vol.2 Bishoujo Kamen no Nazo: Bishoujo Kamen Kenzan!
- Kounai Shasei vol.3 Sailor Fuku Senshi Akko-chan tai Bishoujo Kamen
- Kousoku ~Yorokobi no Juice~
- Kousoku Chojin
- Kousoku Inran Jugyou Maid-tachi no Shigoto
- Kousoku Inran Jugyou Tokareta Ribbon
- Koutetsu no Kishi
- Kudokikata Oshiemasu
- Kudokikata Oshiemasu 2 ~Kind Gal's~
- Kurayami
- Kuro no Danshou: The Literary Fragment
- Kuroneko Kan
- Kurukuru ☆ Party ~Princess Quest~
- Kurumi-chan Ninja
- Kurutta Kajitsu
- Kusuriyubi no Kyoukasho
- Kyou mo Campus Hana Ranman
- Kyouhaku
- Kyouiku Jisshuu ~Joshikousei Maniacs~
- Kyouko no Ijiwaru!! ~Hachamecha Daishingeki~

## L
- L'Empereur
- L'Île mystérieuse de l'oncle Ernest
- Lam-Mal
- Lands of Lore: The Throne of Chaos
- Laplace no Ma
- Last Guardian ~Juukyou no Shugosha~
- Last Guardian 2 ~Yomi no Fuuin~
- Leading Company
- Leap Toki ni Sarawareta Shoujo
- Legend of Killcool
- Legends of Valour
- Lemmings
- Lemon Angel
- Les Dossiers secrets de Sherlock Holmes : L'Affaire de la rose tatouée
- Let's! Pirates Trouble Vacances
- LEX/Kyonyuu Monogatari
- Libido 7
- Liena☆Crystal
- Life & Death
- Ligarued
- Lightning Warrior Raidy
- Lightning Warrior Raidy II: ~Temple of Desire~
- LIKE
- Lilith
- Lime
- Links 386 Pro
- Lipstick Adventure 3
- LIPSTICK. ADV
- LIPSTICK. ADV2
- Liqueur
- Little Big Adventure
- Little Computer People
- Little Vampire
- LIXUS
- Lode Runner
- Loliventure no Shiro
- Lord Monarch
- Lord Monarch: Tokoton Sentō Densetsu
- Love Chaser
- Love Escalator
- Love Phantom
- Lovely GAL
- Lovely Horror - Ochame na Yuurei
- Lua

## M
- M Hard
- Ma Doll
- Madō Monogatari
- Madou Gakuin R
- Magical Blocks Carat
- Magical Girl Pretty Samy
- Magical Panic
- Mah Saiko Jan
- Mahjong de PON!
- Mahjong Gensoukyoku
- Mahjong Gensoukyoku II
- Mahjong Gensoukyoku III
- Mahjong Hishō-den: Naki no Ryū
- Mahou no Princess Minky Momo Fantastic World
- Mahou no Shougakusei Clit-chan
- Mahou no Tenshi Creamy Mami - Futatsu no Sekai no Monogatari
- Mahou Shoujo B-ko
- Mahou Shoujo Rina
- Mai☆MAI Funifuni Papyuun to Iwasecharu!
- Mainichi ga H
- Maison Ikkoku ~Omoide no Photograph~
- Maison Ikkoku Kanketsu Hen ~Sayonara, Soshite...~
- Majo Gari no Yoru ni
- Majokko Kumi
- Majokko Paradise
- Makenshi Kumiko
- Making Candy ~Oki ni Mesu Mama~
- Mana
- Mana '94 ~Demo Yappari Kawa ga Suki! II
- Manami ~Ai to Koukan no Hibi~
- Manami no Doko made Iku no?
- Manami no Doko made Iku no? 2 - Return of the Kuro Pack
- Marble Cooking
- Marble Madness
- Märchen Paradise
- Marginal Storys
- Maria ni Sasageru Ballade
- Marine Philt
- Marine Rouge
- Marionette Mind
- Martial Age
- Mashou no Kao
- Master of Monsters
- Masuzume Yume
- Maten Gakuen ~Jigoku no Love Love Daisakusen~
- Mayumi
- Mayumi - School Adventure Game
- Meisou Toshi
- Mel Mel Melty Märchen
- Memories ~Shiroi Yozora ni Mau Tenshi~
- Menzoberranzan
- Might and Magic Book One: The Secret of the Inner Sanctum
- Might and Magic II: Gates to Another World
- Might and Magic III : Les Îles de Terra
- Might and Magic III: Isles of Terra
- Might and Magic IV : Les Nuages de Xeen
- Might and Magic IV: Clouds of Xeen
- Might and Magic V : La Face cachée de Xeen
- Might and Magic V: Darkside of Xeen
- Might and Magic: The Secret of the Inner Sanctum
- Miho
- Mime
- Minako no Suiyoubi
- Minimum Guynarock
- Miracle Warriors: Seal of the Dark Lord
- MIRAGE
- Mirage 2 - Torry x Neat x Roan no Daibouken
- Mirror
- Misato-chan no Yume Nikki
- Mischif
- Mission Asteroid
- Misty Blue
- Misty
- Miwaku no Chousho
- Mobile Suit Gundam: Classic Operation
- Mobius Roid
- Momoiro Sankaku ~Riko & Hikaru Hen~
- Momoko-chan for Me
- Momotarou Gaiden Momoko-chan Fight
- Monzetsu Fighter
- MOON GATE
- Moonlight Energy
- Moonlight Energy 2
- Moonmist
- Moratorium
- More and More
- Morina
- Mouryou Senki Madara Daikongourin Hen
- Ms. Detective - File #1: Iwami Ginzan Satsujin Jiken
- Ms. Detective - File #2: Sugatanaki Irainin
- Mugen Houyou
- Mujintou Monogatari
- Mujintou Monogatari 2
- Mujintou Monogatari 3 - A.D. 1999 Tokyo
- Muppet Box
- Musabori
- Muteki Keiji Daidageki ~Shijou Saidai no Hanzai~
- My Eyes!

## N
- Nana Eiyuu Monogatari
- Nana Eiyuu Monogatari II
- Nanba Kousuke Ikasete Nanbo!
- Naomi ~Bishoujo-tachi no Yakata~
- Naru Mahjong
- Narutomaki Hichou ~Tsuukai Gag Aventure~
- Necronomicon
- Neko Manma EX
- Nenriki Momoiro Yuugi
- Network Q RAC Rally
- Never Land
- NEVER~Toki no Kanata de Dakishimete
- Night Shifter
- Night Slave
- Nightwalker: The Midnight Detective
- Nike
- Ningen Konchuu ~Nozoki~
- Ningyo -Tsutako-
- NIRVANA: ZETA II
- Nobunaga no Yabō: Haōden
- Nocturnal Illusion
- Noltia
- Nonomura Byouin no Hitobito
- Nooch - Abakareta Inbou
- Nooch 2 Remy no Gyakushuu
- Nooch 3 Saigo no Seisen
- Nostalgia 1907
- Nouryokusha
- Noushuku ANGEL 120%
- NOVA
- Nozokiya Kagyou
- Nurse Yuu no Muma Sensen

## O
- Oh! Kitsune-sama☆
- Oh! Pai
- OL Sousamou
- Onigashirajima Joshi Keimusho
- Only You -Seikimatsu no Juliette-tachi-
- Onna no Ko no Shikumi
- Onryou Senki
- Ooedo Tantei Kamiya Ukyou Vol. 1
- Ooedo Tantei Kamiya Ukyou Vol. 2
- Operation Europe: Path to Victory
- Otome Party
- Ougon no Rashinban
- Oushuu Yuukai Yuugi: Pink☆Tiger

## P
- P.T.O.
- P.T.O. II
- Pac-Man
- PAL ~Wonder Trip! Chizuru~
- Panic Bomber: Bomberman
- Panzer General
- Paparazzo
- Paradise Arena
- Paradise Call
- Paragon Sexa Doll
- Pension Story Hana no Kiyosato
- Perfect Blue
- Peropero Candy ~You no Shou~
- Persona ~Ingyaku no Kamen~
- Pet Inga~★
- Phantasie
- Phobos
- Photo Genic
- Pia♥Carrot e Youkoso!! ~We've Been Waiting for You~
- PIAS
- PILcaSEX
- Pinky Ponky 1 - Beautiful Dream
- Pinky Ponky 2 - Twilight Games
- Pinky Ponky 3 - Battle Lover
- Pipe Mania
- Planetfall
- Pleria - The Royal Emblem
- Pocky
- Pocky 2 ~Kaijin Aka Mantle no Chousen~
- Poison ~6 Nin no Majo~
- Poison Needle
- Police Quest II: The Vengeance
- Policenauts
- Ponkan
- Pool of Radiance
- Pools of Darkness
- Pop Lemon
- Popful Mail
- Populous
- Populous II: Trials of the Olympian Gods
- Possessioner
- Power Slave
- Powermonger
- Premium
- Premium II
- Presence
- Present
- Present 2
- Pretty Mahjong Soldier Mu
- Prince of Persia
- Princess Danger
- Princess Maker 2
- Princess Minerva
- Princess Quest: Mahjong Sword
- Princess wa Street Girl?
- Private School
- Private Slave
- Prostudent G
- Psy-O-Blade
- Psychic Detective Series Vol. 1: Invitation - Kage kara no Shoutaijou
- Psychic Detective Series Vol. 2: Memories
- Psychic Detective Series Vol. 3: Aya
- Psychic Detective Series Vol. 4: Orgel
- Psychic Detective Series Vol. 5: Nightmare
- Pure
- Pure 2
- Pure My Dool
- Puyo Puyo
- Puyo Puyo Tsu
- Puzznic

## Q
- Quarterstaff: The Tomb of Setmoth
- Quarth
- Quest for Glory: So You Want to Be a Hero
- Quintia Road
- Quintia Road 2
- Quiz Banchou
- Quiz: Tonosama no Yabō

## R
- Rabyni
- Raika
- Railroad Tycoon
- Rakudai Tenshi Colon
- Rakuen no Shoutaijou
- Rall 3 Kakuseihen
- RAM 1 - New Evolution Organize
- Rance - Hikari o Motomete -
- Rance 4 Option Disc
- Rance 4.1 ~Okusuri Koujou o Sukue!~
- Rance 4.2 ~Angelgumi~
- Rance Gaiden - Toushin Toshi -
- Rance II - Hangyaku no Shoujo-tachi -
- Rance III - Leazas Kanraku -
- Rance IV - Kyoudan no Isan -
- Ranma 1/2 - Hiryuu Densetsu
- RAY-GUN
- Re-No Stayin' Alive
- Realms of Darkness
- Record of Lodoss War
- RED
- Red Storm Rising
- Reijou Monogatari
- Reijuu - Twin Road
- REIRA
- Rekiai
- Réserve
- Réserve 1/2
- Réserve 2
- Resurrect
- Reverse
- Review -Jashin Fukkatsu-
- Ribbon
- Ring Out!!
- Rinkan Gakkou
- Rinn-chan no Tensei Hakusho ~Meido no Miyagebanashi~
- Rinshitsu no Chikubi
- Ripple Cafe
- Rise of the Phoenix
- Romance of the Three Kingdoms II
- Romance of the Three Kingdoms III
- Romance of the Three Kingdoms III: Dragon of Destiny
- Romance of the Three Kingdoms IV: Wall of Fire
- Romancia
- Rondo
- Rookies
- Rose
- ROSE BLOOD ~Chi no Kawaki~
- Rouge ~Manatsu no Kuchibeni~
- Rouge no Densetsu
- Run Run Kyousoukyoku
- Ruriiro no Yuki
- Russian Mahjong Khorosho!
- Rusty
- Ryouki no Ori
- Ryouki no Ori Dai 2 Shou
- Ryuuki Denshou Dragoon

## S
- S-Express
- S.A
- S.A. 2
- S.A. 3
- S.A. 4 - Adachi 34
- Sacchan no Daibouken
- Sadistic Gamers Part 1 Kateikyoushi Play
- Sadistic Gamers Part 1 Shinjinkyouikuteki Play
- Sadistic Gamers Part 2 Otanjoubi Play
- Sadistic Gamers Part 3 Telephone Play
- Sadistic Gamers Part 5 Burusera Play
- Sadistic Gamers PART-4 ~Rumi no Climb Play~
- Sailor Bunny Daibakuhatsu
- Sailor Fuku Senshi Felis
- Saint☆Diary ~Kiyoka-chan no Nikki~
- Saku Saku Daigoutou Returns
- Sakura no Kisetsu
- Sakura no Mori
- Salad no Kuni no Tomato-hime
- SameGame
- San Shimai
- Saori -Bishoujo-tachi no Yakata-
- Saotome Gakuen Blue Wind
- SAP Tokushu Koudou Keisatsu File:M661-51
- Satsujin Roman Kikou - Koi no Nagano Bojou
- Satsujin wa Tegami ni Notte
- Satyr
- Sayaka ~Gibo~
- Sayonara no Mukougawa
- School Days ~Yuri Rika Kaori~
- School Festival ~Cosmos Sai Kitan~
- School Girls
- School☆Wars
- Schwarzschild II: Teikoku no Haishin
- SD Rance
- Secret of the Silver Blades
- Seek ~Chikashitsu no Mesu Dorei-tachi~
- Sei Jeremiah Gakuen
- Sei Shoujo Sentai Lakers
- Sei Shoujo Sentai Lakers II
- Sei Shoujo Sentai Lakers III
- Seiki ~Ryoujoku no Kamen~
- Seikimatsu Tanemaki Densetsu: Shoujo Yuugi -Ai no tame ni Shine!-
- Seilane
- Seiyoku Gakuen Seraphita
- Sekai de Ichiban Kimi ga Suki!
- Sela
- Sematte Mitai
- Setsujuu ~Yuganda Kioku~
- SEX
- SEX2
- Shaburihime ~In no Shou~
- Shadow Hunter
- SHAKE! SHAKE!
- Shake! Shake! 2
- Shanghai
- SHANGRLIA
- SHANGRLIA2
- Shikimi
- Shin Taketori Monogatari
- Shinc
- Shinjuku Monogatari
- Shinpi no Sekai El-Hazard
- Shinsengumi - Bakumatsu Genshikou
- Shinsetsu Kamiya Ukyou 2
- Shinsetsu Ooedo Tantei Kamiya Ukyou
- Shinwaden: Hatou no Shou
- Shiritsu Tantei Max ~Sennyuu!! Nazo no Joshikou~
- Shizuku
- Shoujo Tantei Rinn-chan no Jikenbo - Dennou Shoujo Densetsu
- Shufflepuck Cafe
- Shūjin e no Pert-em-Hru
- Shuukan From H
- Sid Meier's Pirates!
- Silent Mobius
- SimAnt
- SimCity
- SimCity 2000
- SimEarth
- SimFarm
- Skapon Tankentai
- Slayers Online
- Slope
- Smell of Blood
- Snow Memory
- Soapland Story
- Soft de Hard na Monogatari
- Soft de Hard na Monogatari 2
- Sokoban
- Solitaire Royale
- Sora Kakeru Businessman
- Sorcer Kingdom
- Sorcerian
- Sore Yuke Nanpa-kun
- Sotsugyou Ryokou
- Sotsugyou Shashin / Miki
- Sotsugyou Shashin ~Naked Color~
- Sotsugyou Shashin 2 ~Raspberry Dream~
- Space Hulk
- Space Invaders
- Space Quest IV
- Space Rogue
- Spindizzy Worlds
- Star Cruiser
- Star Platinum
- Star Trap
- Star Trek
- STARS
- Steam-Heart's
- Strange World
- STREET MAHJONG 2
- Strike Commander
- Stronghold
- Strush
- Stunts
- Suki!
- Super D.P.S.
- Super Erect Taisen S・EX
- Super Ultra Mucchin Puripuri Cyborg - Marilyn DX
- Susume Choujou Genshou Kenkyuubu!
- Sweet Angel
- Sweet Days
- Sweet Emotion
- Syndicate

## T
- Taikou Risshiden V
- Taikō Risshiden
- Takamisawa Kyousuke Nekketsu!! Kyouiku Kenshuu
- Tamago Ryouri
- Tania
- Tankentai 2 - Makyou Amazon no Okuchi ni Kogane Densetsu o Mita!
- Tantei Imasato Misa Jikenbo Tanpenshuu: Romance wa Shiroku Kiken na Kaori
- Tantei Imasato Misa Jikenbo: Itoshiki Onna yo, Satsui no Bishou o
- Tantei Imasato Misa Jikenbo: Sonzai Shinai Futatsume no Shinjitsu
- Tanteidan X
- Tasogare no Kyoukai
- Tawhid
- Taxi Genmutan ~Strange World Act. 2~
- Teen
- Teki wa Kaizoku Kaizoku Ban
- Teki wa Ningen
- Telephone Club Story
- Tenchi Muyou! - Ryououki
- Tenkousei
- Tennyo Densetsu
- Tensen Nyan Nyan
- Tenshitachi no Gogo
- Tenshi-tachi no Gogo ~Tenkousei~
- Tenshi-tachi no Gogo II -Bangai Hen-
- Tenshi-tachi no Gogo II -Minako-
- Tenshi-tachi no Gogo III -Bangai Hen-
- Tenshi-tachi no Gogo III Ribbon
- Tenshi-tachi no Gogo IV -Yuuko-
- Tenshi-tachi no Gogo Special 2
- Tenshi-tachi no Gogo V ~Nerawareta Tenshi~
- Tenshi-tachi no Gogo VI -My Fair Teacher-
- Tenshi-tachi no Hohoemi
- Tenshin Ranma
- Tesera -Kimi wa, Yogoreta Tenshi ka Seinaru Majo ka!?-
- Tetris
- Thanatos
- The 4th Unit
- The 4th Unit 2
- The 4th Unit 5 D-Again
- The Ancient Art of War
- The Atlas
- The Bard's Tale: Tales of the Unknown
- The Bard's Tale II: The Destiny Knight
- The Bard's Tale III: Thief of Fate
- The Bard's Tale: Construction Set
- The Bard's Tale: Tales of the Unknown
- The Black Onyx
- The Byouin
- The Castle
- The Dam Busters
- The Death Trap
- The Legend of Heroes
- The Legend of Heroes II: Prophecy of the Moonlight Witch
- The Legend of Heroes: A Tear of Vermillion
- The Legend of Kyrandia
- The Magic Candle
- The Masquerade
- The Old Village Story
- The Ooya-san - Tamattemasu yo! Yachin ga!?
- The Ooya-san 2 ~Gedou no Licence~
- The Return of Ishtar
- The Tower of Cabin
- Themm - Harukanaru Meikyuu
- Thexder
- Thunder Force
- TIME SLIP Toujankyou: Joshikousei no Nazo
- Time Stripper Mako-chan
- Time Zone
- Tinkle - Zenimusume
- To Five ~Natsu no Tobira no Mukou ni Kimi o Mitsukeru~
- TOGE
- Tokyo Fuuzoku Kikou
- Tokyo Nanpa Street
- Tokyo Twilight Busters ~Kindan no Ikenie Teito Jigokuhen~
- Tombs & Treasure
- Tonight
- Top Management
- Top Management II
- Toraware no Tenshi
- Touch It! Act.1
- Touch My Heart
- Touhou Project
- Toumei Ningen - Arawaru Arawaru
- Tousaku
- Toushin Toshi
- Toushin Toshi II
- Travel★Junction
- Trigger
- Trigger 2
- Trilogy Kuki Youka Shinden
- Trouble Chaser Dai 1 Wa - Trouble wa Sora kara Mirai kara
- Trouble Chaser Dai 2 Wa - Futarime no Chaser
- Trouble Chaser Dai 3 Wa - 2 Do Aru Trouble 3 Do Aru
- Trouble Chaser Dai 4 Wa - Saishuukai
- Trouble Outsiders
- True Golf Classics: Pebble Beach Golf Links
- True Golf Classics: Waialae Country Club
- True Golf Classics: Wicked 18
- True Heart
- True Love
- Tsuioku
- Tsukune-chan no Daibouken Dotou no Karimenkyo Hen
- Tsumobaka Nisshi
- Tunnels & Trolls: Crusaders of Khazan
- Turn Over
- Twilight
- Twilight Hotel
- Twilight Zone
- Twilight Zone 2
- Twilight Zone 3 Nagakute Amai Yoru
- Twilight Zone Vol. 4 Tokubetsu Hen

## U
- Uchuu Bouken Shoujo Nami Davie Jones ~Umi no Akuma~
- Uchuu Kaitou Funny Bee
- Ugetsu Kitan
- Uki Uki Island
- Ultima I
- Ultima I: The First Age of Darkness
- Ultima II
- Ultima II: The Revenge of the Enchantress
- Ultima III: Exodus
- Ultima IV: Quest of the Avatar
- Ultima Underworld
- Ultima Underworld II
- Ultima Underworld II: Labyrinth of Worlds
- Ultima Underworld: The Stygian Abyss
- Ultima V: Warriors of Destiny
- Ultima VI
- Ultima VI: The False Prophet
- Umizuri Wakadaishou Satsuki
- Uncharted Waters
- Ura Mansion Hakkin
- Urotsukidouji
- Uruma
- Ushinawareta Rakuen

## V
- V ZONE
- Valentine Kiss: Birthdays 2
- Valis II
- Valis: The Fantasm Soldier
- Valkyrie
- Vampire High School
- Vanishing Point -Tenshi no Kieta Machi-
- Vastness Kuukyo no Ikenie-tachi
- Veil of Darkness
- Venus
- Vette!
- Via Bianco ~Yumi no Baai~
- Viper-BTR ~Mahou no Tobakushi Totokaru☆Chomi~
- Viper-CTR ~Asuka~
- Viper-GTS
- Viper-V10
- Viper-V12
- Viper-V16
- Viper-V6
- Viper-V8
- Virgin 2 Hana Hiraku Shoujo-tachi no AVG
- Virgin Angel
- Virtua Call
- Virtua Call 2
- Vision
- Vision 2
- Visitte
- Les Voyageurs du temps

## W
- Waku Waku Mahjong Panic! ~Shikigami Denshou~
- Waku Waku Mahjong Panic! 2 ~Kokushi Musou~
- Wakusei Omega no Q Ouji
- Wanderers
- Watashi
- Watashi o Golf ni Tsuretette
- Waterfront Adventure
- Waver ~The Seeker 2~
- Wedding Errantry -Gyakutama Ou-
- Wedding Peach
- Wedding Rhapsody
- What's Michael
- Will no Dengon
- Will: The Death Trap II
- Wing Commander: Armada
- Wingman
- Wingman 2: Kitakura no Fukkatsu
- Wingman Special -Saraba Yume Senshi-
- Wings of Fury
- Winning Post
- Wishbringer
- Wizard and the Princess
- Wizardry II: The Knight of Diamonds
- Wizardry III: Legacy of Llylgamyn
- Wizardry IV: The Return of Werdna
- Wizardry V: Heart of the Maelstrom
- Wizardry VI: Bane of the Cosmic Forge
- Wizardry VII: Crusaders of the Dark Savant
- Wizardry: Proving Grounds of the Mad Overlord
- Wolfenstein 3D
- WONPARA Wars
- WONPARA Wars II
- Words Worth
- Worlds of Ultima
- Worlds of Ultima: The Savage Empire

## X
- X -Ekkusu-
- X-GIRL
- X-na
- Xak II: Rising of the Redmoon
- Xak III: The Eternal Recurrence
- Xak: The Art of Visual Stage
- Xak: The Tower of Gazzel
- Xanadu
- Xenon
- Xenon ~Mugen no Shitai~
- Xenon 2 Megablast
- Xevious
- XIX!

## Y
- Yacchae! Manami-chan
- Yakusoku
- Yami no Iyo Densetsu ~Joouzuka Satsujin Jiken~
- Yami no Ryousen
- Yanyan no Gekitou Dousoukai
- Yanyan no Quiz Icchomae
- Yaritai Houdai
- Yaritai Houdai 2 - Tourist o Nerae!!
- Yaritai Houdai 3 - As You Like - Europe Tour
- Yatsu no Na wa Diamond
- YES! - Youthful Eager Stories
- YES! HG - Hi-Grade, Hyper Graphics A.V.G.
- Yesterday
- Yokohama Elegy
- Yoru no Tenshi-tachi ~Shitetsu Ensen Satsujin Jiken~
- Yoshinaga Sayuri ga Yattekuru Yaa! Yaa! Yaa!
- Yougen Doumu
- Youjuu Kyoushitsu
- Youjuu Senki -A.D. 2048-
- Youjuu Senki 2 -Reimei no Senshi-tachi-
- Youkiden
- Youkoso Cinemahouse e
- Youtou Densetsu
- Ys I: Ancient Ys Vanished
- Ys II: Ancient Ys Vanished - The Final Chapter
- Ys II: Ancient Ys Vanished – The Final Chapter
- Ys III: Wanderers from Ys
- YU-NO: A Girl Who Chants Love at the Bound of this World
- Yume de Yaretara
- Yume no Sei
- Yume Shoujo Sayaka
- Yume Utsutsu
- Yumeji - Asakusa Kitan
- Yumemizaka
- Yuugekitai ~Saikyoushin Fukkatsu no Maki~
- Yuugiri ~Ningyoushi no Isan~
- Yuuko Monogatari
- Yuurou ~Transient Sands~
- Yuuwaku
- Yuuwaku no Toiki

## Z
- Zan Yasha Enbukyoku
- Zarth
- Zatsuon Ryouiki
- Zenith
- Zerø - The 4th Unit Act.4
- Zest to Fantasy
- ZETA
- Zhuangyang Jiayao
- Zoku Youjuu Senki -Suna no Mokushiroku-
- Zork
- Zork I: The Great Underground Empire